# 馬勞內島
37°59′N 12°24′E / 37.983°N 12.400°E
馬勞內島是意大利的島嶼，位於福爾米卡島以西的地中海，屬於埃加迪群島的一部分，由法維尼亞納負責管轄，面積0.05平方公里，島上無人居住。